# Hamatophyton
Hamatophyton Gu & Zhi, 1974 es un género de Equisetophyta probablemente de porte herbáceo conocido por sus restos fósiles localizados en rocas sedimentarias correspondientes a finales del periodo Devónico (Fameniense) hasta principios del Carbonífero (Tournaisiense) de varios yacimientos de China.
A pesar de que los representantes de la única especie conocida hasta el momento, Hamatophyton verticillatum, son localmente abundantes en los yacimientos de origen gran parte de la anatomía del género es desconocida. Los fósiles conocidos muestran que los miembros de Hamatophyton poseen tallos organizados en nudos y entrenudos con un ribeteado longitudinal característico. Estos tallos presentan ramificaciones laterales vegetativas de hasta tercer grado y ramificaciones fértiles originadas a partir de los nudos. En las ramificaciones vegetativas de todos los órdenes aparecen espinas y hojas heteromórficas en verticilos de entre 6 y 10 formados en los nudos. Las ramificaciones fértiles poseen un estróbilo laxo formado por varios verticilos de 6 esporangióforos situados en los nudos de un eje y un verticilo terminal. Los esporangióforos están formados por un pedicelo fuertemente curvado adaxialmente con un esporangio ovoide terminal formador de esporas triletas.

## Anatomía
Como otros representantes del orden Sphenophyllales las especies correspondientes al género Hamatophyton presentan una organización del tallo en nudos y entrenudos. El eje principal tiene crecimiento pseudomonopodial con ramificaciones laterales vegetativas que surgen en ángulo agudo, entre 35 y 75°, a partir de los nudos. Los ejes principales poseen espinas de entre 0,4 y 1 mm de longitud. Los internudos son largos, entre 5 y 40 mm, y poseen un ribeteado longitudinal característico que se continúa de un entrenudo a otro. En los ejemplares más completos se conoce la presencia de ramificaciones de hasta segundo orden donde el grosor de los ejes laterales es siempre menor que los del eje principal.
El cilindro vascular de los ejes mayores está formado por una protostela con tres haces de xilema primario. En el extremo de los haces de xilema primario se localiza un protoxilema formado por traqueidas de sección circular o ligeramente elongada y punteaduras helicoidales. No se conoce la presencia de traza foliar en ninguno de los fósiles conocidos. Rodeando al xilema primario y protoxilema se encuentra un xilema secundario sin células ni haces de parénquima. El xilema secundario está formado por traqueidas de sección poligonal y punteaduras escaleriformes que aumentan de tamaño centrípetamente hasta formar el metaxilema.
En los nudos de todos los órdenes de ramificación aparecen verticilos de entre 6 y 10 hojas lineares o palmadas que en ocasiones aparecen en nudos en los que además se genera una ramificación lateral. Las hojas son heteromórficas con formas de limbo entero y de limbo unipartido en las que comúnmente el ápice se curva adaxialmente dando aspecto de gancho. Las hojas tienen entre 2.5 y 20 mm de longitud y una anchura de entre 0.2 y 2 mm. 
A lo largo del eje principal y emergiendo de los nudos se disponen también las ramificaciones fértiles, responsables de portar las estructuras reproductivas. Estas ramificaciones poseen a su vez nudos, internudos y un ribeteado longitudinal similar al del resto de los ejes así como espinas de pequeño tamaño. A lo largo del eje fértil y surgiendo de los nudos se localizan los esporangióforos en verticilos de seis formados por cortos pedicelos curvados adaxialmente con un esporangio en su extremo. Estos verticilos de esporangióforos más los seis esporangióforos terminales y las espinas de la ramificación fértil forman una estructura estrobilar menos compacta de que las de otros parientes cercanos. En el extremo de los pedicelos curvados de los esporangióforos se localizan unos esporangios ovoides o elongados de entre 1,6 y 2,7 mm de longitud y alrededor de 1,2 mm de grosor. El tipo de dehiscencia que presentan es aún desconocida aunque se conoce que las esporas formadas son triletas triangulares o esféricas con entre 27 y 37 mm de diámetro.